# مرامري أصغر
المَرَامِريّ الأَصْغَرُ أو الكَوْدُو الحبشي أو الكَوْدُو الأَصْغَرُ هو نوع من الظباء القاطنة للغابات والذي يتواجد في شرق إفريقيا وجنوب شبه الجزيرة العربية، بعد أن أدخل رأسين منها أو فرّا من مجموعة خاصّة لأحد هواة تربية الأنواع المختلفة من الحيوانات، كما يُعتقد. وهناك سلالة معروفة من المرامري الأصغر تسمى بالسلالة الجنوبية أو المرامري الأصغر الجنوبي الذي يستوطن كينيا وتنزانيا.
يبلغ علوّ المرامري الأصغر حوالي المتر عند الكتفين ويزن بين 50 و 100 كيلوغرام، وتعتبر الذكور أكبر حجما من الإناث ويكون لونها رماديا مائل إلى البني بينما الإناث فكستنائية، أما الصغار فهي أشد إحمرارا من الإناث إلا أن الذكور منها تصبح رمادية عند بلوغها سنة ونصف أو سنتين. يُعتبر الكود الأصغر من أجمل أنواع الظباء حيث يمتلك كلا الجنسين قسما سفليا باهتا بالإضافة إلى حوالي عشرة خطوط بيضاء على الظهر وقنزعتين بيضاء اللون على القسم السفلي من العنق. للذكور لبدة قصيرة وقرون طويلة ملتوية، يبلغ طولها حوالي 70 سنتيمترا.

## العادات
المرامري الأصغر صنف انطوائي أي لا يظهر إلا نادرا أمام الإنسان، وهو يعيش في مناطق الآجام الحارة الكثيفة الدقّ والمسطحة كما يمكنه أن يتواجد في الغابات. هذه الحيوانات ليلية النشاط بشكل رئيسيّ وهي تتموه بشكل كبير عندما تختبئ في الدقّ الشجري الكثيف بعد شروق الشمس. يقتات المرامري الأصغر عند الغسق فيأكل أوراق الأشجار، البراعم، الغصينات، الفاكهة، الأعشاب، والحشائش. تنبح هذه الظباء عند شعورها بالخطر أو جفلها ومن ثم تركض وتؤدي قفزات واسعة وهي شاهرة ذيلها لتكشف عن قسمها السفلي الأبيض.

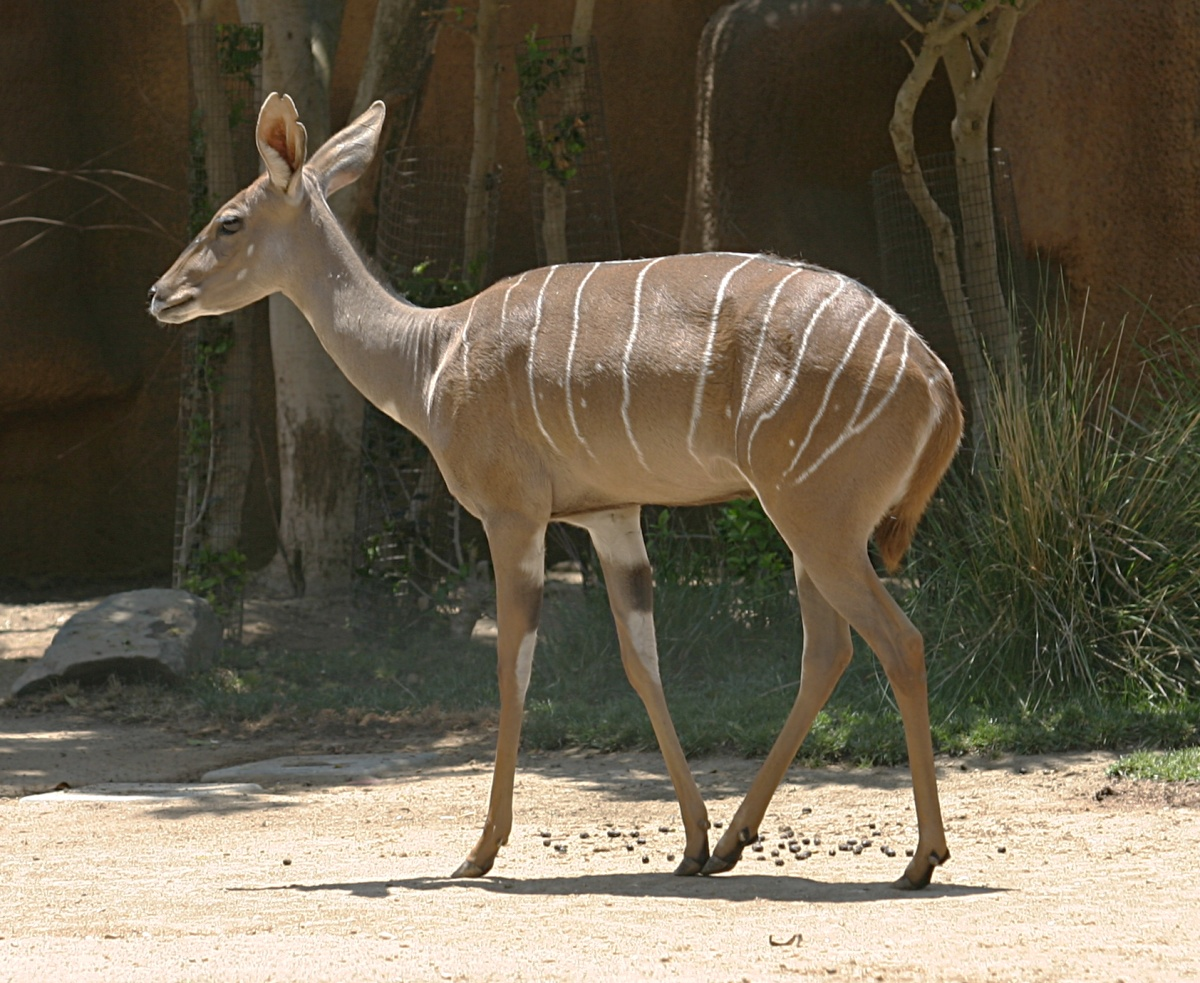
أنثى المرامري الأصغر، من السلالة الجنوبية، في حديقة حيوانات سان دييغو، الولايات المتحدة.

تعد هذه الظباء الأنيقة مستوحدة إجمالا، فالإناث تعيش في مجموعات تتألف من إثنين أو ثلاثة، أو مع صغارها بينما تعيش الذكور وحيدة في العادة. تبقى الذكور اليافعة مع أمهاتها حتى بلوغها السنتين، إلا أنها لا تكتسب حقها في التزاوج إلا بعد أربع أو خمس سنوات عندما تصبح ضخمة كفاية وقادرة على القتال بقرونها ودفع خصمها إلى الوراء. تتقاتل الذكور والإناث مع بعضها أيضا للحصول على تراتبية أعلى ضمن المجموعة أو المنطقة، ويحصل هذا عبر الوقوف على القوائم الخلفيّة ومحاولة إسقاط الطرف الأخر عبر الركل المستمر، وغالبا ماتنجح بهذا الذكور الأكبر حجما. تدوم فترة حمل الأنثى من سبعة إلى ثمانية أشهر، وعند اقتراب موعد الوضع تنفصل عن المجموعة لتلد عجلا واحدا في عزلة. يعيش عجلا واحدا من أصل أربعة حتى بلوغه عامه الثالث وذلك بسبب الأمراض وافتراس النمور، الكلاب البرية الأفريقية، والضباع المرقطة لها.

## المخاطر المهددة للنوع وجهود الحفاظ
يُصطاد المرامري الأصغر للحصول على لحمه وقرونه التي تجوّف وتُستخدم كأبواق للنفخ، حاويات للعسل، وفي الطقوس الأرواحية حيث يعتقد أنها تحوي أرواحا قويّة، كما وتعتبر رمزا للرجولة. كما أن المرامري الأصغر مهدد من طاعون الماشية الذي يتفشى بين الحين والأخر ويفتك بالعديد من هذه الظباء. يحتفظ بالمرامري الأصغر في العديد من المنتزهات القومية في أفريقيا وحدائق الحيوانات حول العالم، وهو جزء من برنامج اتفاقيّة حدائق الحيوانات ومعارض الأسماك الأميركية التي تضمن الحصول على أكبر تنوع جيني ممكن لدى جمهرة هذه الحيوانات الأسيرة.

## اقرأ كذلك
- مرامري
- قائمة مزدوجات الأصابع حسب العدد